# Samboandi (Manni)
Pour les articles homonymes, voir Samboandi.
Samboandi, également appelé Samboni, est un village du département et la commune rurale de Manni, situé dans la province de la Gnagna et la région de l’Est au Burkina Faso.

## Géographie

### Situation et environnement
Samboandi est une localité à centres d’habitations dispersés, située à 13 km au nord-est de Koulfo ainsi qu’à 35 km à l’est du chef-lieu du département Manni.

### Démographie
- En 2003, le village comptait 984 habitants estimés[3].
- En 2006, le village comptait 715 habitants recensés[1].

## Économie
L’économie de la commune est très liée à l'agriculture relativement développée grâce à l'irrigation permise par le barrage en remblai construit près du centre du village.

## Santé et éducation
Le centre de soins le plus proche de Samboandi est le centre de santé et de promotion sociale (CSPS) de Koulfo.